# Aria di sorbetto
L'aria di sorbetto, o ària del sorbet, fou un tipus d'ària característica de l'òpera italiana de principi del segle xix.
Durant el {{segle|XIX}}, era habitual que els assistents a una representació operística no escoltessin totes les parts de la representació en silenci, preferint d'altres activitats socials com parlar entre ells, menjar i beure. L'aria di sorbetto solia interpretar-se al principi del segon acte de l'òpera i permetia els venedors del teatre vendre els seus articles per últim cop abans que acabés la representació. Atès que la majoria d'aquests venedors venia sorbetto (sorbet, en italià) i d'altres llaminadures, aquestes àries són conegudes com a àries del sorbet, la qual cosa dona una idea de la poca importància que tenien per al públic. Era habitual que aquestes àries fossin interpretades per un personatge secundari: aquesta era la seva única oportunitat d'interpretació solista en tota la funció, i tenien una repercussió mínima a l'argument de l'òpera. Vista la poca importància d'aquesta ària, normalment era composta per un altre compositor de menor prestigi que no rebia cap mena de crèdit pel seu esforç. Habitualment, aquesta ària era aplaudida amb una dringadissa de culleretes contra el vas de sorbet.
Avui dia, a la majoria de representacions operístiques s'interpreta l'aria di sorbetto i els espectadors l'escolten de la mateixa forma que la resta de l'òpera.

## Exemples
- Sventurata mi credea - Gioachino Rossini, La Cenerentola, cantada per Clorinda.
- Le femmine d'Italia - Gioachino Rossini, L'italiana in Algeri, cantada per Haly.
- Il vecchiotto cerca moglie - Gioachino Rossini, Il Barbiere di Siviglia, cantada per la cambrera Berta.
- Chi disprezza gli infelici - Gioachino Rossini, Ciro in Babilonia. Aquesta ària, dedicada a la cantant Anna Savinelli, té la particularitat que la intèrpret únicament canta una nota (repetida múltiples vegades), i deixa a l'orquestra la resta de la melodia.